# Vesterled (Brøndby Kommune)
 For alternative betydninger, se Vesterled. (Se også artikler, som begynder med Vesterled)
Vesterled er et villakvarter i Brøndbyvester i Brøndby Kommunes nordvestlige hjørne omkranset af vejene Søndre Ringvej, Park Allé og Banemarksvej. Kvarteret var det første store område i Brøndby, der blev bebygget udenfor landsbyerne Brøndbyøster og Brøndbyvester. Før i tiden havde kvarteret tre købmandsbutikker, en bager, et ismejeri og flere andre forretninger, som nu alle er lukket. På Østervang ligger Børnehaven Vesterled.
Vesterled Grundejerforening er en af landets ældste grundejerforeninger. Den blev stiftet i 1920. Foreningen har 470 parceller og dækker et areal i det vestlige Brøndby på 400.234 m² (40 hektar).

## Historie
Vesterled var indtil 1920 oprindelig marker fra gården Ragnesminde, ejet af godsejer Carl Gustav Knipschildt. Han dannede sammen med fire andre Interessentskabet Vesterled og efter udstykningen startede de den 29. august 1920 salget af byggegrundene. Den resterende jord som ikke blev solgt blev igen benyttet til landbrug, indtil det blev til Brøndbys nuværende store industriområde. Oprindelig var kvarteret præget af selvbyggere og dermed mange forskellige typer huse, overvejende havehuse som kunne være af vekslende kvalitet. Hvert hus benyttede haven til egen grøntsagforsyning. Der fandtes dog enkelte solide og dyre huse især i området Nordtoftevej, Hedegårds Alle og Østtoftevej. I 1950'erne blev mange af sommerhusene fra især 1930'erne erstattet med helårshuse, og Vesterleds sidste sommerhus lå på Østervang 4 indtil 2008.